# Verônica Hipólito
Verônica Silva Hipólito (sinh ngày 2 tháng 6 năm 1996) là vận động viên Brazil thi đấu chạy nước rút loại T38 (theo hệ thống phân loại vận động viên khuyết tật). Năm 2011, cô bị đột quỵ khiến bên phải cơ thể bị tổn thương vĩnh viễn. Năm 2013, cô phát hiện ra rằng mình đủ điều kiện để thi đấu các môn thể thao Paralympic và chính tại năm đó, cô đại diện cho Brazil tham gia Giải vô địch Điền kinh dành cho người khuyết tật thế giới 2013 (IPC Athletics World Championships).

## Tiểu sử
Hipólito sinh ra ở São Bernardo do Campo, Brazil năm 1996. Năm 2008, cô phát hiện ra mình bị u não và đã cắt bỏ. Tháng 3 năm 2011, cơn đột quỵ đã ảnh hưởng đến chuyển động bên phải cơ thể khiến cô mất sức ở cả chân phải và cánh tay. Năm 2012, khối u não của cô tái phát, cô điều trị bằng thuốc.

## Lịch sử sự nghiệp
Hipólito tham gia điền kinh từ năm 10 tuổi sau khi cha mẹ cô chọn môn thể thao này vơi mong muốn giúp cô kết bạn và phát triển tinh thần vượt khó. Cô thi đấu điền kinh như một người bình thường cho đến năm 2013, khi cô bị đột quỵ. Từ đó, cô bắt đầu tham gia thi đấu trong các sự kiện thể thao dành cho người khuyết tật.
Năm 2013, cô đại diện Brazil tham gia Giải vô địch Điền kinh dành cho người khuyết tật thế giới. Cô thi đấu tại 3 nội dung, chạy nước rút loại T38 100 m, 200 m và nhảy xa loại T37 / 38. Trong nội dung nhảy xa, cô hoàn thành cuộc thi ở vị trí thứ sáu. Cô giành được huy chương ở cả hai nội dung 100 m (huy chương bạc) và 200 m (huy chương vàng). Cô tham gia Thế vận hội khuyết tật vùng Nam Mỹ 2014 ở Santiago, và nhận tấm huy chương vàng trong nội dung nhảy 100 m, 200 m và nhảy xa.